# Regering-Raffarin III
De regering–Raffarin III (Frans: Gouvernement Jean-Pierre Raffarin III) was de regering van de Franse Republiek van 31 maart 2004 tot 31 mei 2005. 
| Ambtsbekleder                              | Ambtsbekleder              | Ambtsbekleder                     | Functie(s)                                     | Ambtstermijn     | Ambtstermijn     | Partij(en) |
| ------------------------------------------ | -------------------------- | --------------------------------- | ---------------------------------------------- | ---------------- | ---------------- | ---------- |
|                                            | Jean-Pierre Raffarin       | Jean-Pierre Raffarin (1948)       | Premier                                        | 6 mei 2002       | 31 mei 2005      | UMP        |
|                                            | Nicolas Sarközy            | Nicolas Sarkozy (1955)            | Minister van Staat                             | 31 maart 2004    | 30 november 2004 | UMP        |
| Minister van Financiën                     | Nicolas Sarközy            | Nicolas Sarkozy (1955)            |                                                | 31 maart 2004    | 30 november 2004 | UMP        |
| Minister van Economische Zaken             | Nicolas Sarközy            | Nicolas Sarkozy (1955)            |                                                | 31 maart 2004    | 30 november 2004 | UMP        |
| Minister voor Industriële Zaken            | Nicolas Sarközy            | Nicolas Sarkozy (1955)            |                                                | 31 maart 2004    | 30 november 2004 | UMP        |
|                                            | Dominique de Villepin      | Dominique de Villepin (1953)      | Minister van Binnenlandse Zaken                | 31 maart 2004    | 31 mei 2005      | UMP        |
| Minister voor Binnenlandse Veiligheid      | Dominique de Villepin      | Dominique de Villepin (1953)      |                                                | 31 maart 2004    | 31 mei 2005      | UMP        |
|                                            | Michel Barnier             | Michel Barnier (1951)             | Minister van Buitenlandse Zaken                | 31 maart 2004    | 31 mei 2005      | UMP        |
|                                            | Hervé Gaymard              | Hervé Gaymard (1960)              | Minister van Financiën                         | 30 november 2004 | 25 februari 2005 | UMP        |
| Minister van Economische Zaken             | Hervé Gaymard              | Hervé Gaymard (1960)              |                                                | 30 november 2004 | 25 februari 2005 | UMP        |
| Minister voor Industriële Zaken            | Hervé Gaymard              | Hervé Gaymard (1960)              |                                                | 30 november 2004 | 25 februari 2005 | UMP        |
|                                            | Thierry Breton             | Thierry Breton (1955)             | Minister van Financiën                         | 25 februari 2005 | 16 mei 2007      | UMP        |
| Minister van Economische Zaken             | Thierry Breton             | Thierry Breton (1955)             |                                                | 25 februari 2005 | 16 mei 2007      | UMP        |
| Minister voor Industriële Zaken            | Thierry Breton             | Thierry Breton (1955)             |                                                | 25 februari 2005 | 16 mei 2007      | UMP        |
|                                            | Michèle Alliot-Marie       | Michèle Alliot-Marie (1946)       | Minister van Defensie                          | 6 mei 2002       | 16 mei 2007      | UMP        |
|                                            | Dominique Perben           | Dominique Perben (1945)           | Minister van Justitie                          | 6 mei 2002       | 31 mei 2005      | UMP        |
| Zegelbewaarder                             | Dominique Perben           | Dominique Perben (1945)           |                                                | 6 mei 2002       | 31 mei 2005      | UMP        |
|                                            | Philippe Douste-Blazy      | Philippe Douste-Blazy (1953)      | Minister van Volksgezondheid                   | 31 maart 2004    | 31 mei 2005      | UMP        |
| Minister voor Gezin                        | Philippe Douste-Blazy      | Philippe Douste-Blazy (1953)      | 30 november 2004                               |                  | 31 mei 2005      | UMP        |
|                                            | Jean-Louis Borloo          | Jean-Louis Borloo (1951)          | Minister van Arbeid en Werkgelegenheid         | 31 maart 2004    | 31 mei 2005      | PRV        |
| Minister van Sociale Zaken                 | Jean-Louis Borloo          | Jean-Louis Borloo (1951)          |                                                | 31 maart 2004    | 31 mei 2005      | PRV        |
|                                            | François Fillon            | François Fillon (1954)            | Minister van Onderwijs                         | 31 maart 2004    | 31 mei 2005      | UMP        |
| Minister van Hoger Onderwijs en Wetenschap | François Fillon            | François Fillon (1954)            |                                                | 31 maart 2004    | 31 mei 2005      | UMP        |
|                                            | Gilles de Robien           | Gilles de Robien (1941)           | Minister van Transport                         | 6 mei 2002       | 31 mei 2005      | UDF        |
| Minister van Huisvesting                   | Gilles de Robien           | Gilles de Robien (1941)           |                                                | 6 mei 2002       | 31 mei 2005      | UDF        |
| Minister van Maritime Zaken                | Gilles de Robien           | Gilles de Robien (1941)           |                                                | 6 mei 2002       | 31 mei 2005      | UDF        |
| Minister voor Toerisme                     | Gilles de Robien           | Gilles de Robien (1941)           |                                                | 6 mei 2002       | 31 mei 2005      | UDF        |
| Minister van Ruimtelijke Ordening          | Gilles de Robien           | Gilles de Robien (1941)           | 31 maart 2004                                  |                  | 31 mei 2005      | UDF        |
|                                            | Hervé Gaymard              | Hervé Gaymard (1960)              | Minister van Landbouw en Visserij              | 6 mei 2002       | 30 november 2004 | UMP        |
|                                            | Dominique Bussereau        | Dominique Bussereau (1952)        | Minister van Landbouw en Visserij              | 30 november 2004 | 16 mei 2007      | UMP        |
|                                            | Serge Lepeltier            | Serge Lepeltier (1953)            | Minister van Ecologie en Duurzame Ontwikkeling | 31 maart 2004    | 31 mei 2005      | UMP        |
|                                            |                            | Renaud Dutreil (1960)             | Minister van Publieke Diensten                 | 31 maart 2004    | 31 mei 2005      | PRV        |
| Minister voor Bestuurlijke Vernieuwing     |                            | Renaud Dutreil (1960)             |                                                | 31 maart 2004    | 31 mei 2005      | PRV        |
|                                            | Brigitte Girardin          | Brigitte Girardin (1953)          | Minister van Overzeese Gebiedsdelen            | 6 mei 2002       | 31 mei 2005      | UMP        |
|                                            | Renaud Donnedieu de Vabres | Renaud Donnedieu de Vabres (1954) | Minister van Cultuur en Communicatie           | 31 maart 2004    | 16 mei 2007      | UMP        |
|                                            | Jean-François Lamour       | Jean- François Lamour (1956)      | Minister van Jeugd en Sport                    | 6 mei 2002       | 16 mei 2007      | UMP        |
|                                            |                            | Marie- Josée Roig (1938)          | Minister voor Gezin                            | 31 maart 2004    | 30 november 2004 | UMP        |
|                                            | Christian Jacob            | Christian Jacob (1959)            | Minister voor Midden- en Kleinbedrijf          | 30 november 2004 | 31 mei 2005      | UMP        |
|                                            | Nicole Ameline             | Nicole Ameline (1952)             | Minister voor Emancipatie en Gelijkheid        | 31 maart 2004    | 31 mei 2005      | UMP        |

| Viceministers              | Viceministers           | Viceministers                  | Portefeuille(s)             | Leidinggevend Minister                     | Ambtstermijn     | Ambtstermijn     | Partij(en) |
| -------------------------- | ----------------------- | ------------------------------ | --------------------------- | ------------------------------------------ | ---------------- | ---------------- | ---------- |
|                            | Jean-François Copé      | Jean- François Copé (1964)     | Begrotingszaken             | Minister van Financiën                     | 30 november 2004 | 16 mei 2007      | UMP        |
|                            | Patrick Devedjian       | Patrick Devedjian (1944–2020)  | Industriële Zaken           | Minister van Financiën                     | 31 maart 2004    | 31 mei 2005      | UMP        |
|                            | Christian Jacob         | Christian Jacob (1959)         | Midden- en Kleinbedrijf     | Minister van Financiën                     | 31 maart 2004    | 30 november 2004 | UMP        |
|                            | Jean-François Copé      | Jean- François Copé (1964)     | Binnenlandse Veiligheid     | Minister van Binnenlandse Zaken            | 31 maart 2004    | 30 november 2004 | UMP        |
|                            |                         | Marie- Josée Roig (1938)       | Binnenlandse Veiligheid     | Minister van Binnenlandse Zaken            | 30 november 2004 | 31 mei 2005      | UMP        |
|                            | François Loos           | François Loos (1953)           | Buitenlandse Handel         | Minister van Buitenlandse Zaken            | 16 juni 2002     | 31 mei 2005      | PRV        |
|                            | Xavier Darcos           | Xavier Darcos (1947)           | Internationale Samenwerking | Minister van Buitenlandse Zaken            | 31 maart 2004    | 31 mei 2005      | UMP        |
| Francophonie               | Xavier Darcos           | Xavier Darcos (1947)           |                             | Minister van Buitenlandse Zaken            | 31 maart 2004    | 31 mei 2005      | UMP        |
|                            | Claudie Haigneré        | Claudie Haigneré (1957)        | Europese Zaken              | Minister van Buitenlandse Zaken            | 31 maart 2004    | 31 mei 2005      | DVD        |
|                            | Hamlaoui Mekachera      | Hamlaoui Mekachera (1930–2018) | Veteranenzaken              | Minister van Defensie                      | 31 maart 2004    | 16 mei 2007      | UMP        |
|                            | Hubert Falco            | Hubert Falco (1947)            | Senioren en Gepensioneerden | Minister van Volksgezondheid               | 31 maart 2004    | 31 mei 2005      | UMP        |
|                            | Gérard Larcher          | Gérard Larcher (1949)          | Sociale Partners            | Minister van Arbeid en Werkgelegenheid     | 31 maart 2004    | 31 mei 2005      | UMP        |
| Minister van Sociale Zaken | Gérard Larcher          | Gérard Larcher (1949)          | Sociale Partners            |                                            | 31 maart 2004    | 31 mei 2005      | UMP        |
|                            | Nelly Olin              | Nelly Olin (1941)              | Emancipatie                 | Minister van Arbeid en Werkgelegenheid     | 31 maart 2004    | 31 mei 2005      | UMP        |
| Minister van Sociale Zaken | Nelly Olin              | Nelly Olin (1941)              | Emancipatie                 |                                            | 31 maart 2004    | 31 mei 2005      | UMP        |
|                            | François d'Aubert       | François d'Aubert (1943)       | Wetenschap                  | Minister van Hoger Onderwijs en Wetenschap | 31 maart 2004    | 31 mei 2005      | UMP        |
|                            | Marc-Philippe Daubresse | Marc-Philippe Daubresse (1953) | Stedelijke Ontwikkeling     | Minister van Huisvesting                   | 30 oktober 2004  | 31 mei 2005      | UMP        |
|                            |                         | Léon Bertrand (1951)           | Toerisme                    | Minister voor Toerisme                     | 31 maart 2004    | 31 mei 2005      | UMP        |
|                            |                         | Henri Cuq (1942–2010)          | Parlementaire Betrekkingen  | Premier                                    | 31 maart 2004    | 16 mei 2007      | UMP        |